# Star Hunter
Pour plus de détails, voir Fiche technique et Distribution.
Star Hunter est un film de science-fiction américain réalisé par Cole S. McKay et Fred Olen Ray, sorti en 1995. Le personnage éponyme est un extraterrestre qui voyage à travers l’espace à la recherche d’espèces, qu’il chasse pour le plaisir. Il arrive sur Terre, atterrit à Los Angeles, et est bientôt à la poursuite d’une enseignante et de ses élèves, dont le bus est tombé en panne sur le chemin du retour d’un match de football.

## Synopsis
Deux extraterrestres s’échappent de prison et commencent à voyager à travers la galaxie, chassant des espèces sur différentes planètes, juste pour le plaisir. Les chasseurs s’installent sur Terre et commencent à terroriser un groupe de lycéens dont le bus est tombé en panne après un match de football scolaire. Les extraterrestres ont mis en place un champ de force autour de la zone pour empêcher les adolescents et leur chaperon (Stella Stevens) de recevoir une aide extérieure.
Les lycéens cherchent refuge dans la maison d’un aveugle (Roddy McDowall) qui, à leur insu, est en fait l’un des chasseurs. Les extraterrestres forcent les adolescents à combattre un robot nommé Star Hunter. Les étudiants improvisent des armes, mais celles-ci s’avèrent inefficaces contre Star Hunter.
Les gardes de la prison extraterrestre arrivent. Connus sous le nom de pisteurs, ils sont à la poursuite des évadés. Ils tentent d’aider les adolescents. Un traqueur prend le contrôle d’un lycéen, mais l’extraterrestre est handicapé par son manque de familiarité avec les émotions humaines.

## Distribution
- Roddy McDowall : Riecher
- Stella Stevens : Mme March
- Rebecca Budig : Carrie
- Kenn Scott : Pichel
- Zack Ward : Cooper
- Sean P. Donahue : Spivak
- Alexander Keith : Leslie
- Gregg Brazzel : Star Hunter
- Fred Olen Ray : Traqueur
- Steve Barkett : sans-abri
- Tripp Reed : Junkie
- Ted Monte : Kyle
- Bob Bragg : le policier
- John Brandon : John Taylor
- Hoke Howell : Jack Turner

## Production
Fred Olen Ray a retourné une demi-heure du film pour 11 000 $. Stella Stevens était fière d’avoir travaillé avec Roddy McDowall. En novembre 2020, le film est devenu disponible sur Amazon Prime.

## Réception critique
Star Hunter recueille un score d’audience de 8% sur Rotten Tomatoes.
Il a reçu une étoile de Creature Feature, qui a aimé la prémisse du film, mais a qualifié son exécution de « à l'eau de rose » et « amateur ». Moria a donné au film une note de zéro.